# Ой хто, хто Миколая любить
«Ой, хто, хто Микола́я лю́бить» — старовинний кант, популярна українська колядка про Святого Миколая.

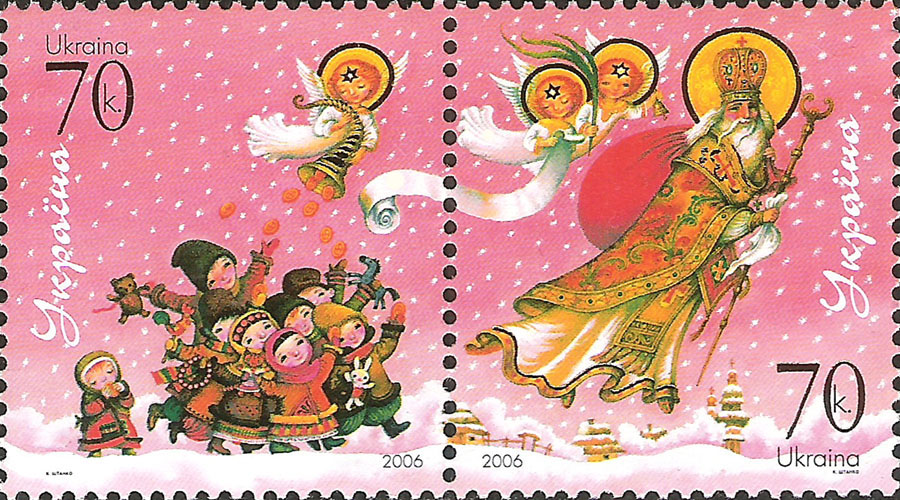
Зчіпка марок Укрпошти «День Святого Миколая» (2006 рік)

Традиція присвячення колядки певному святому відома як в Україні, так і у її західних сусідів. Зокрема у Словаччині поширене колядування не тільки на Святвечір, Новий рік і Свято Трьох королів, коли виконуються відповідно щедровечірні (štědrovečerni), новорічні (novoročni) і trikrálové колядки, але й у дні св. Миколая (mikulašské) і св. Стефана (štěpánské). Кант «Ой, хто, хто Миколая любить» виконується у храмах Сербії та Чорногорії на свято Святого Миколая.
Версія колядки «Ой, хто, хто Миколая любить» увійшла до альбому «Сам пан у злоті (Вам колядочка)» сучасного етногурту «Бурдон».

## Текст
Ой, хто, хто Миколая любить?
 Ой, хто, хто Миколаю служить?
 Тому Святий Миколай
 На всякий час помагай,
 Миколай(2)
 Ой, хто, хто спішить в твої двори,
 Того ти на землі і морі
 Все хорониш від напасти,
 Не даш йому в гріхи впасти,
 Миколай (2)
 Ой, хто, хто к ньому прибігає,
 На поміч його призиває,
 Той все з горя вийде ціло,
 Охоронить душу й тіло
 Миколай! (2)
 Миколаю, молися за нас,
 Благаєм Тебе зі сльозами
 Ми Тя будем вихваляти,
 Ім'я Твоє величати
 Миколай! (2)

## Варіант слобожанської колядки
По Україні поширені різні варіанти колядки про Святого Миколая:
 Ой, хто, хто Миколая любить
 А ще хто йому вірно служить?
 Тоді, святий Миколай,
 На всякий час помагай.
 Святий Миколай.
 Марія сина спородила,
 Всіх анголів до себе созвала.
 Стали думать і гадать,
 Яке йому ймення дать.
 Святий Миколай.
 Дать йому йм'я пресвятого Петра (2).
 Вона його не злюбила,
 Всіх анголів засмутила.
 Святий Миколай.
 Дать йому йм'я пресвятого Павла (2).
 Вона його не злюбила,
 Всіх анголів засмутила.
 Святий Миколай.
 Дать йому йм'я пресвятого Йвана (2).
 Вона його не злюбила,
 Всіх анголів засмутила.
 Святий Миколай.
 Дать йому йм'я Ісуса Христа (2).
 Вона його возлюбила,
 Всіх анголів благословила.
 Святий Миколай.

## Варіант полтавської колядки
Ой, хто, хто Миколая любить?
 Ой, хто, хто Миколаю служить?
 Святий Божий Миколай,
 На всякий час помагай.
 Святий Боже наш!
 Марія Миколая любить
 Марія Миколаю служить
 Святий Божий Миколай,
 На всякий час помагай.
 Святий Боже наш!
 Марія Сина породила
 Та й у ризи сповивала
 Всіх анголів призивала
 Святий Боже наш!

## Варіант
У другій половині XX ст. колядка наповнилася патріотичним змістом:
 Ой, глянь, глянь на Вкраїну рідну,
 Ой, глянь, глянь на знищену, бідну.
 Ми тебе всі люди молим — :  Проси в Бога ти їй долі,
 Миколаю! (2)
 Та проси долі для Вкраїни — :  Ой, нехай встане із руїни,
 Доля щастя хай вітає,
 В славі й волі хай сіяє,
 Миколаю! (3)